# Naxa
Naxa là một chi bướm thuộc họ Geometridae.

## Các loài
- Naxa angustaria
- Naxa bremeraria
- Naxa craspedota
- Naxa cuneicincta
- Naxa cypraria
- Naxa guttulata
- Naxa hugeli
- Naxa obliterata
- Naxa parvipuncta
- Naxa seriaria
- Naxa taicoumaria
- Naxa textilis